# Малая (мини) электростанция

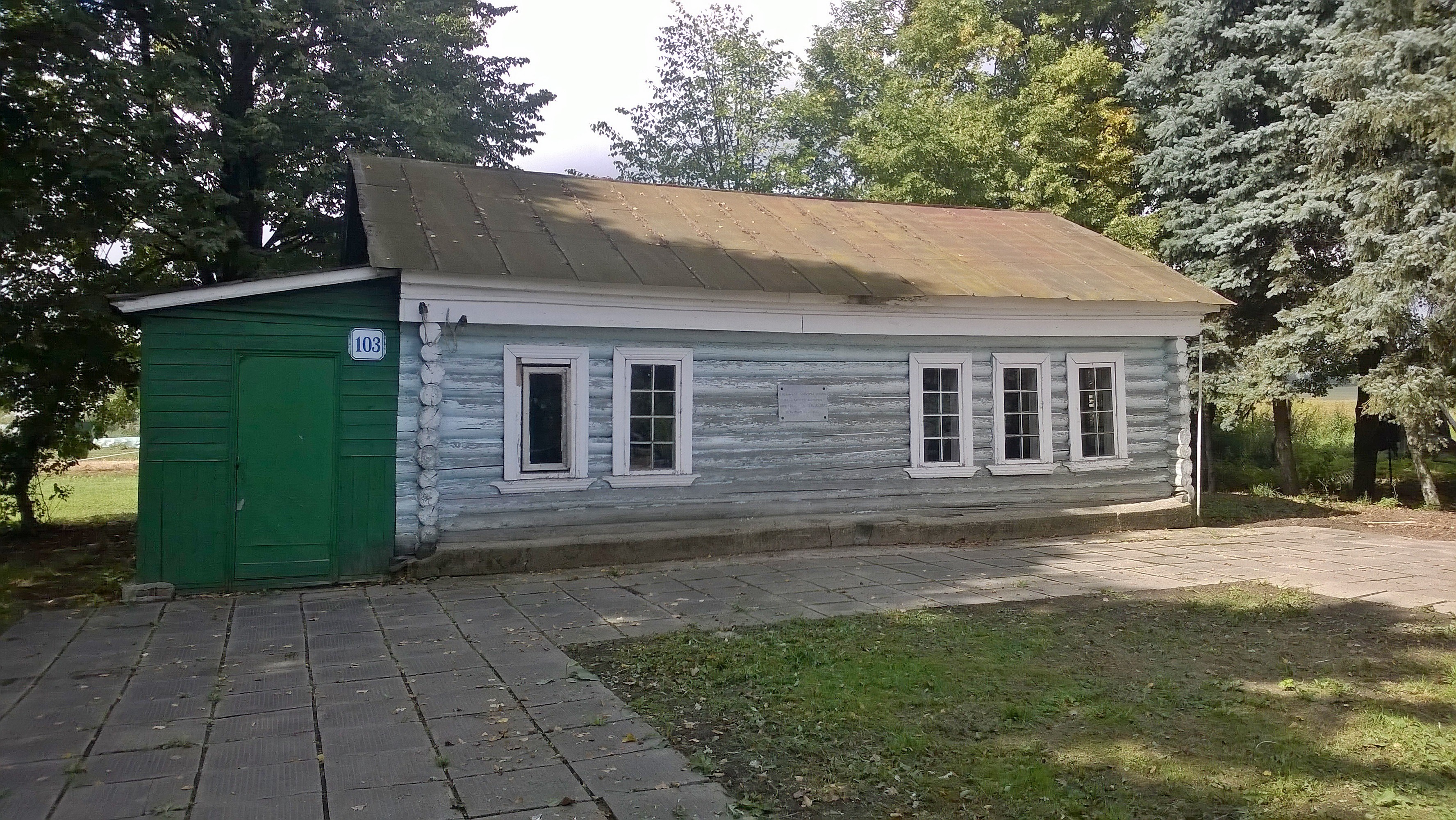
Кашинская электростанция.
14 ноября 1920 года в г. Кашин была запущена в эксплуатацию первая в России сельская электростанция. Электростанция была построена силами местных крестьян. На открытии электростанции присутствовал В.И. Ленин.
До 1990-х в здании бывшей электростанции находился музей. Памятник Ленину и место, где находилась электростанция, являются памятниками истории.

Малая или мини-электростанция — малое предприятие, специализированное под преобразование различных типов энергии в электрическую энергию, и при этом имеющее небольшую мощность по сравнению с традиционными электростанциями. В разных странах нет четкой классификации генерирующих мощностей для определения категории к малых электростанций. В зависимости от законодательства стран электростанция считается малой, если ее мощность меньше 5 — 10 МВт. В СССР малыми электростанциями считались все установки мощностью менее 12 МВт.

## Значение малых электростанций
Малые электростанции играют большую роль в местности, где нет централизованного электроснабжения или сетевое электричество имеет большую стоимость, но где имеются большие объемы дешёвого топлива. Например, в России более 60 % территории не имеют централизованного электроснабжения. В условиях отсутствия централизованного электроснабжения мини-электростанции занимают ключевую роль в производстве электричества.
Основное отличие малых тепловых электростанций от электростанций большой или средней мощности заключается в разном типе силовых машин. Если силовые машины «большой электроэнергетики» представляют собой осевые паровые турбины, то в мощностях меньше 4 — 6 МВт паровые турбины существенно теряют свою эффективность (КПД) и в мощностях менее 2 МВт высоко-эффективных осевых турбин на нынешнем уровне развития техники встретить почти невозможно.
Поэтому арсенал силовых машин малых электростанций весьма велик, но в нем практически нет осевых паровых турбин. На их месте можно встретить разнообразие экзотических турбинных (проточных) машин разных классов: радиальные и винтовые (спиральные) турбины. А так же дизельные и газовые ДВС, газовые турбины, как и паровые роторные и поршневые двигатели. Например, германские паровые поршневые моторы Spilling.
Также установки малых электростанций могут базироваться на системах использования возобновляемых источников энергии. Мощность таких электростанций в одном кластере установок редко превышает 10 МВт, поэтому можно говорить, что вся распределенная и альтернативная энергетика на использования возобновляемых источников энергии базируется преимущественно на малых электростанциях.

## Экономика малых электростанций
Часть источников энергии для мини-электростанций вообще бесплатна. Это относится к энергии ветра, энергии солнечных лучей или энергии воды. Но энергия солнца и ветра непостоянна и периодически прекращается, что не позволяет делать на этих источниках относительно мощные электростанции, либо требует создания технически сложных и дорогих систем накопления энергии. Малые гидроэлектростанции дороги в возведении (строительство плотин и иных гидронапорных сооружений), а также требуют проведения сложных проектных работ и экологических экспертиз.
В этом отношении наиболее простым и стабильным считается создание малых электростанций с применением паровых двигателей на дешевом твердом топливе. Например, в России имеются гигантские объемы торфа, дешевого каменного угля, факелы попутного газа, а так же огромные массы твердых горючих отходов — как в индустрии лесопереработки и деревообрабатывающей промышленности, так и отходов сельского хозяйства. Многие из этих типов горючего — например отходы, практически бесплатны.
При этом в России многие территории Севера, Сибири и Дальнего Востока имеют электроснабжение от малых электростанций, приводимых в действие дизельными двигателями. Эти дизеля потребляют дорогое дизельное топливо, которое может дорожать во много раз с учетом его транспортировки на многие тысячи километров до места расположения дизель-генераторов. При этом на этих отдаленных территориях вокруг много дешевого угля, торфа, отходов лесопереработки и прочих ресурсов.
Предварительные расчеты показывают, что стоимость по топливу 1 кВт-ч электроэнергии в мини электростанции с паровым двигателем на угле или торфе будет обходиться от 0,8 рубля до 1,4 рубля, в то время как стоимость по топливу 1 квт-ч энергии от дизель- генератора может обходиться от 14 до 22 рублей в зависимости от стоимости транспортных расходов на завоз дизельного топлива. Цены даны на конец 2016 г., когда 1 кг дизтоплива стоил около 32-33 рублей, а 1 кг угля — 3-4 рубля за 1 кг, а 1 кг торфа на местном рынке 1 — 2 рубля.